# Anosia margarita
Anosia margarita är en fjärilsart som beskrevs av Johannes Karl Max Röber 1926. Anosia margarita ingår i släktet Anosia och familjen praktfjärilar. Inga underarter finns listade i Catalogue of Life.